# Нембе (держава)
Нембе  — африканське місто-держава в дельті Нігеру, що існувала з XVII ст. Була важливим центром торгівлі. 1896 року стала частиною британського протекторату Нігерський берег.

## Історія
Засновано субгрупою нембе народу іджо. Точна дата утворення міста невідома, але ймовірно у XV ст. Першим відомим правителем був Огіо, що панував напочатку XVII ст. Вів вже був 10 володарем Нембе. Розвиток припадає на час торгівлі з європейськими компаніями.
Нембе було торгівельним конкурентам іншим містам-державам Калабарі і Бонні. Лише у другій чверті XIX ст. набуває більшого значенні внаслідок блокування британським флотом портів Калабарі та Бонні. У 1870 році відбувся розпад держави на Нембе та Бассамбірі.
1884 року британці активно починають здійснювати спроби нав'язати правителям Нембе свій протекторат. Водночас вдалося встановити британську владу в Бонні, Калабарі та інших міста-державах. Проте Нембе чинило запеклий опір, що призвело до відкритої війни 1895 року. В ній британські війська завдали поразки правителю Мінгі VIII (відомий також як Фредерік Вільгельм Коко). До цього додався спалах віспи. В результаті 1896 року було встановлено британський протекторат над Нембе.

## Економіка
Основою була посередницька торгівля. До 1856 року переважно продавали рабів, насамперед купуючи їх в конфедерації Аро. Вимушена заборона продажу людей призвела до переорієнтації торгівлі на пальмову олію. Нембе стало провідним портом продажу.